# Earl Hamner junior
Earl Henry Hamner junior (* 10. Juli 1923 in Schuyler, Nelson County, Virginia; † 24. März 2016 in Los Angeles, Kalifornien) war ein US-amerikanischer Drehbuchautor und Filmproduzent. Er ist der Erfinder der Fernsehserien Die Waltons und Falcon Crest.

## Leben
Earl Hamner wurde 1923 als ältestes von sechs Kindern von Earl Henry Hamner sr. (1899–1969) und dessen Ehefrau Doris Giannini Hamner (1904–1990) in Schuyler, einem gemeindefreien Gebiet in Nelson County (Virginia) geboren.
Hamners Vater arbeitete in einer Fabrik, die Seife produzierte, bis er den Job Mitte der 1930er Jahre der Großen Depression wegen verlor. Danach zog die Familie nach Waynesboro, wo Earl Hamner senior Arbeit in einer Chemiefabrik gefunden hatte. Obwohl die Familie oft unter der Armutsgrenze lebte, bezeichnete Earl Hamner junior seine Kindheit später als „glücklich“.
Nach seinem Abschluss an der Schuyler High School im Jahr 1940 erwarb Hamner ein Stipendium für die private University of Richmond. 1943 musste er sein Studium unterbrechen und diente danach zwei Jahre lang als Soldat im Zweiten Weltkrieg. Nach seiner Rückkehr nach Virginia ließ sich Hamner in Richmond nieder und begann für die Radiostation WMBG zu arbeiten. Später zog er nach Illinois, wo er die Northwestern University absolvierte. Abschließend studierte er an der University of Cincinnati in Ohio Publizistik. Sein Diplom erhielt er im Jahr 1948. Ein Jahr später zog er nach New York City.
Im Jahr 1953 schrieb Hamner den Roman Fifty Roads to Town, bei dem es um eine junge Frau geht, die in den Bergen von Virginia lebt. Zunächst produzierte und schrieb er jedoch für Fernsehserien, darunter Twilight Zone oder Wagon Train. 1968 schrieb er das Drehbuch zu Heidi kehrt heim (Heidi), das mit Maximilian Schell und Jean Simmons in den Hauptrollen verfilmt wurde.
Hamners zweiter Roman, Spencer’s Mountain (deutsch: Sommer der Erwartung), der im Jahr 1961 publiziert wurde, erzählt von den Geschichten der Großfamilie Spencer. Warner Brothers verfilmte dieses Buch 1963 unter der Regie von Delmer Daves. Als die CBS Corporation 1971 das Potenzial des Romans erkannte, nannten diese die Familie Walton – und eine der bekanntesten Fernsehserien war erfunden. Hamner, der auch in jeder Episode der Serie als Erzählerstimme im Off zu hören war, wurde 1972 bzw. 1973 für je einen Emmy Award nominiert. Seine Geschwister dienten als Vorlage der einzelnen Charaktere der Waltons. Sein Bruder Clifton (1928–1990) war Inspiration von Jason Walton, seine Schwester Marion (1930–2004) diente als Blaupause von Mary Ellen Walton. Willard Hamner (1934–1989) diente als Inspiration von Ben Walton, während Hamners jüngster Bruder James Edmund (1936–2004) als Vorlage für den Charakter von Jim Bob Walton fungierte.
1981 schuf Hamner mit Falcon Crest ein weiteres erfolgreiches Format Fernsehgeschichte; auch hier zeichnete Hamner als Produzent und Autor verantwortlich.
Zu einem seiner bekanntesten Spielfilme zählte die Filmkomödie Zuckermanns Farm – Wilbur im Glück aus dem Jahr 1973.
Earl Hamner junior war seit Oktober 1954 mit Jane Martin verheiratet. Die beiden bekamen zwei Kinder; der Sohn Scott Hamner, der ebenfalls Drehbuchautor wurde, schrieb auch einige Episoden von Falcon Crest und Die Waltons. Earl Hamner starb im März 2016 im Alter von 92 Jahren im Cedars-Sinai Medical Center in Los Angeles.